# 美国商品期货交易委员会
美国商品期货交易委员会（英語：Commodity Futures Trading Commission，简称CFTC）是美国政府于1974年創辦的独立机构，主要负责监管美国的衍生品市场，包括期货、掉期和某些种类的期權。